# Adrien Rougier
Adrien Rougier (Vernaison, 8 de junio de 1892-Lyon, 1 de julio de 1984) fue un organista y compositor francés.

## Biografía
Procedente de una familia de comerciantes en sederias lioneses, Adrien Rougier estudió el piano y luego el órgano con Edouard Commette, organista titular de la Catedral de Lyon. Luego continuó sus estudios musicales y aprendió composición con Georges Martin Witkowski, fundador de la Société des Grands Concerts de Lyon (Sociedad de los Grandes Conciertos de Lyon). Movilizado para su servicio militar en 1912 y durante la Primera Guerra Mundial, fue herido varias veces en las trincheras de Verdún antes de unirse al Ejército francés de Oriente hasta el final de la guerra.
A su regreso del frente, encontró la música y entró a la Schola Cantorum de París con los maestros Abel Decaux, Maurice Sergent, Vincent d'Indy y especialmente Louis Vierne, cuya influencia será dominante en sus composiciones para órgano. Este último también le encargó la creación de su tríptico para órgano opus 58 con orquesta. En el año 1921, su poema sinfónico "Les Elfes" ("Los Elfos") ganó el concurso de composición de la Sociedad de los Grandes Conciertos, al mismo tiempo que la Sarabande de Pierre-Octave Ferroud, y fue el siguiente año director de los Conciertos Sinfónicos Hector Berlioz en Grenoble. Para la temporada musical de 1927/1928, no se olvidó de la escena de Lyon junto con Paul Le Flem, André Caplet y Jacques Ibert al crear "En marge de trois maîtres français" ("Al Marge de tres maestros franceses").
Pero Rougier regresa a su instrumento favorito, el órgano y, después de una experiencia de asistente en la Iglesia de San Sulpicio (París) y de titular en el convento de la Orden de Predicadores Rue du Faubourg Saint-Honoré en París, se convierte en titular en varias parroquias de Lyon, como Saint-Irénée, Saint-Polycarpe o Saint-Pothin. Al regresar de París en la década de 1920, destaca la importancia y la variedad del repertorio de órganos de Bach con su antiguo maestro, Edouard Commette, quien más tarde realizará grabaciones de referencia del maestro alemán. Titular del gran órgano de la iglesia de Saint-Pothin, invita al tribuno Marcel Dupré, Pierre Cochereau, Maurice Duruflé, Gaston Litaize, Jeanne Demessieux, Jean Langlais y Marie-Claire Alain. En 1937, fue uno de los miembros del "Círculo del laúd" con Edouard Commette, Ennemond Trillat, Jean Bouvard, Robert de Fragny, Ferrier-Jourdain, Pierre Giriat, Marcel Paponaud, Marcel Pehu, Jean Reynaud y Victor Richer, sociedad musical lionés que desaparece durante la Segunda Guerra Mundial. También está involucrado en la creación de muchas obras de artistas contemporáneos, incluyendo a Jean Langlais.
Para su órgano de cincuenta y un juegos de la iglesia de Saint-Pothin, usa su invento, un combinador llamado "Acribes". Uno de estos combinadores se instaló en el órgano de tribuna de la Catedral de Lyon cuando se reinstaló en 1935-1936. Este combinador todavía está en funcionamiento en el órgano de la Iglesia de San Andrés de Tarare, mientras que otra copia está en el Museo Suizo del Órgano.
Profesor en el Conservatorio de Lyon, donde enseñó a Georges Aloy, Patrice Cairo, Maurice Clerc, Paul Coueffë, Georges Guillard, Jean-Pierre Millioud, Jean-Luc Salique, Marcel Godard y Madeleine Jallifier, Adrien Rougier fue un promotor incansable de música de órgano en Lyon, lo que lo llevó a crear la Sociedad de Amigos del Órgano de Lyon con Jean Bouvard, Norbert Dufourcq, Marcel Péhu y al P. François Boursier, y a dedicar la investigación al combinador electrónico. Su contribución a la restitución de las sonoridades de los órganos de Johann Sebastian Bach lo llevó a realizar una síntesis biográfica y técnica de las obras del cantor de Leipzig. En cuanto a la restauración de órganos, solicitó la remodelación respetando el instrumento histórico original. Fue condecorado en 1974 con la Orden de San Gregorio Magno por el Excmo. Alexandre Renard, Cardenal de Lyon.
El "Arabesque" es una de sus obras más interpretadas, junto con la "Tocata y Fuga en Sol menor", la "Elegie-lamento", el "Interlude" y la "Elévation".
Fue el hermano del astrónomo y físico Gilbert Rougier, y el primo del resistente Octave Simon.

## Obras
- "Les Elfes", poema sinfónico para orquesta, 1921 (interpretado por primera vez por la Orquesta filarmónica de Grenoble el 19 de abril de 1922)
- "En marge de trois maîtres français", para orquesta (interpretado por primera vez el 9 de noviembre de 1928, sala Rameau en Lyon, por la Orquesta de la Sociedad filarmónica de Lyon dirigida da Rougier).
- "Trois Esquisses pour l'Odyssée: Ulysse, Calypso, Les Jeux chez les Phéaciens para orquesta (obra interpretada el 4 de marzo de 1934, sala Rameau en Lyon, por la orquesta de la Sociedad filarmónica de Lyon dirigida por Jean Witkowski).
- "Nocturne pour violoncelle et piano" (publicado da Jobert, París)[19]
- "Trois mélodies sur des poèmes d'Albert Samain", para soprano y pianoforte (publicado da Jobert, París)
- "Elégie-lamento" para órgano (publicado por Rubin, Lyon)
- "Arabesque" para órgano (publicado por Rubin, Lyon)
- "Elevation en Ré bémol majeur" para órgano (publicado por Rubin, Lyon)
- "Interlude en ut mineur" para órgano (publicado por Rubin, Lyon)
- "Toccata et fugue en sol mineur" para órgano, interpretado en el 1965 ante Su Eminencia el Cardenal Alexandre-Charles-Albert-Joseph Renard, Primado de Las Galias (publicado por Rubin, Lyon)
- "Petites pièces" para órgano
- "Initiation à la facture d'orgue" publicado por "Les amis de l'orgue de Lyon" - 1940/41
- "Les Orgues de Jean-Sébastien Bach" - Roudil Frères – Lyon -
- "J-S Bach, l'organiste et l'oeuvre pour orgue" por Adrien Rougier[20]